# Tibareni
Tibareni (starogrško Τιβαρηνοί, Τιβαρανοί, latinizirano: Tivarinoi, Tivaranoi) so bili starodavno ljudstvo, ki je živelo na južni obali Črnega morja, o katerem so govorili Herodot, Ksenofont, Strabon in drugi klasični avtorji. Verjeli so, da so Tibareni skitskega  porekla, sodobni znanstveniki pa jih na splošno opredeljujejo kot proto-kartvelsko ljudstvo. Za Tabale se pogosto domneva, da so spadali v isto etnično skupino.
Tibareni so bili naseljeni na ozemlju med Halibi in Mosinojki vzhodno od reke Iris (Yeşilırmak, severovzhodna Anatolija, Turčija).  Njihova država se je imenovala Tibarenija. Omenjajo se že v času Herodota.  Po mnenju starih Grkov so bili Tibareni Skiti. Strabon jih opisuje kot prebivalce gora in omenja Kotjuro (Ordu, Turčija) kot njihovo glavno mesto. Videti je bilo, da so bili neškodljivi in srečni ljudje, ki so vse svoje dolžnosti opravljali z veseljem.  Njihovo orožje je bilo sestavljeno iz lesenih čelad, majhnih ščitov in kratkih sulic z dolgimi konicami. Ksenofont in njegovi Grki so preživeli tri dni na potovanju po njihovi deželi.
Tibarene je v 6. do 5. stoletju pr. n. št. skupaj s sosednjimi plemeni podjarmilo perzijsko  Ahemenidsko cesarstvo in jih vključilo v 19.  satrapijo. Tibareni, Halibi in Mosinojki so živeli na južni obali Ponta vse do rimskih časov.